# بيغ باغلو (غوغ تبة)
بيغ باغلو (بالفارسية: بیگ باغلو) هي مستوطنة تقع في إيران في قسم غوغ تبة الريفي. يقدر عدد سكانها بـ 19 نسمة .